# Bavly
Bavly, in russo Бавлы? in tataro Баулы, Bawlı, è una città della Russia che si trova nella Repubblica autonoma del Tatarstan. Fondata nel 1755 e ottenuto lo status di città nel 1988, la cittadina sorge lungo il fiume Bavly, a 369 chilometri a sud est di Kazan' ed è capoluogo del Bavlinskij rajon . Nel 1989 la popolazione ammontava a 20.025 abitanti, nel 2002 a 22.939.

## Amministrazione

### Gemellaggi
- Kütahya, Turchia